# Laxe
Laxe (oficiální galicijský název, španělsky Lage nebo Laje) je malé město a obec ve Španělsku, v provincii A Coruña. Nachází se na Atlantickém pobřeží Galicie, v oblasti zvané Costa da Morte. Žije zde zhruba 3000 obyvatel. Historicky šlo převážně o rybářské město, v současnosti je důležitý také turistický ruch.
Název Laxe je keltského původu. Původní význam jména označoval plochý kámen.

## Územní členění
Obec se člení na samotné město Laxe a 5 farností (parroquias), kterými jsou
- Nande
- Sarces
- Serantes
- Soesto
- Traba

## Galerie

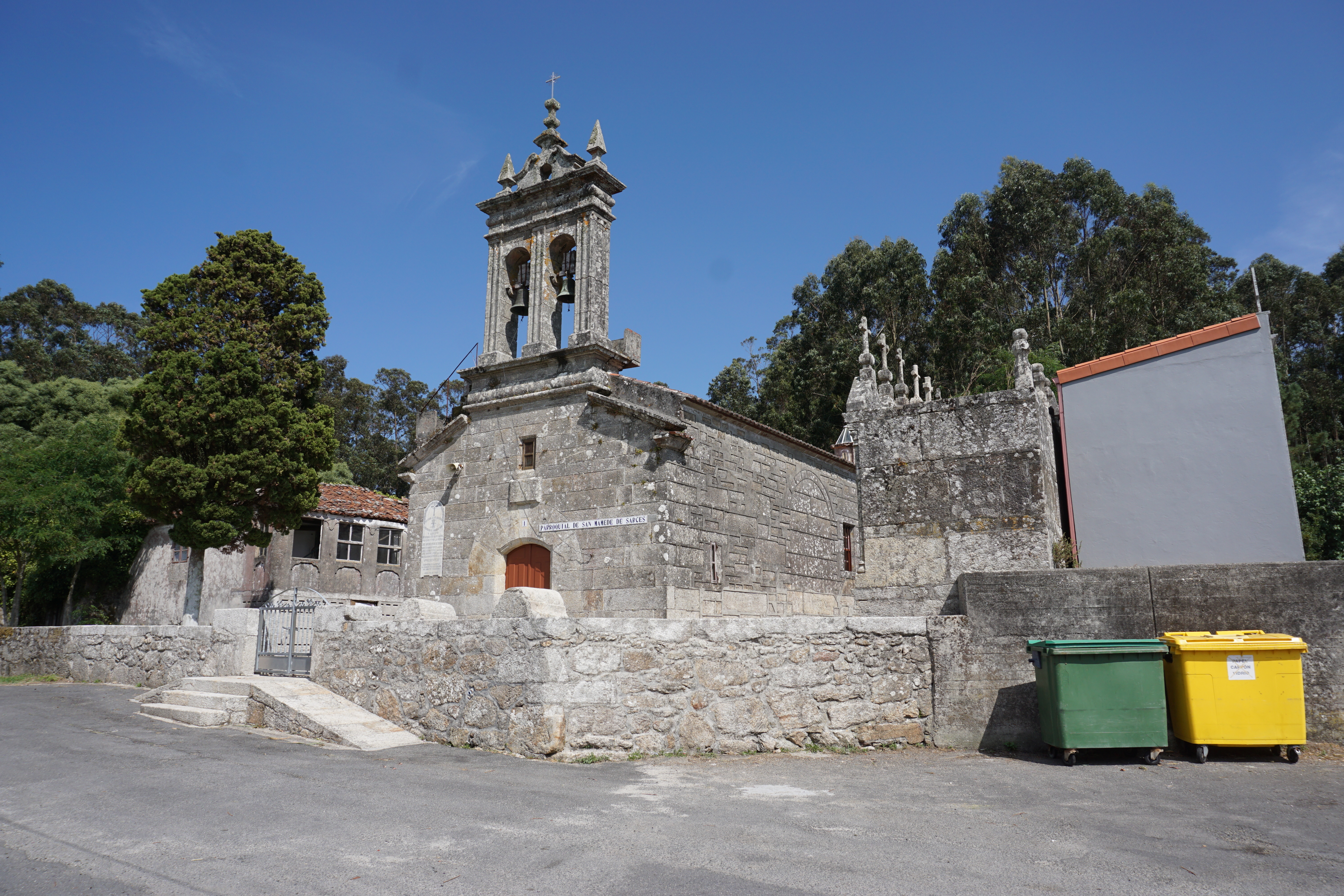
Kostel
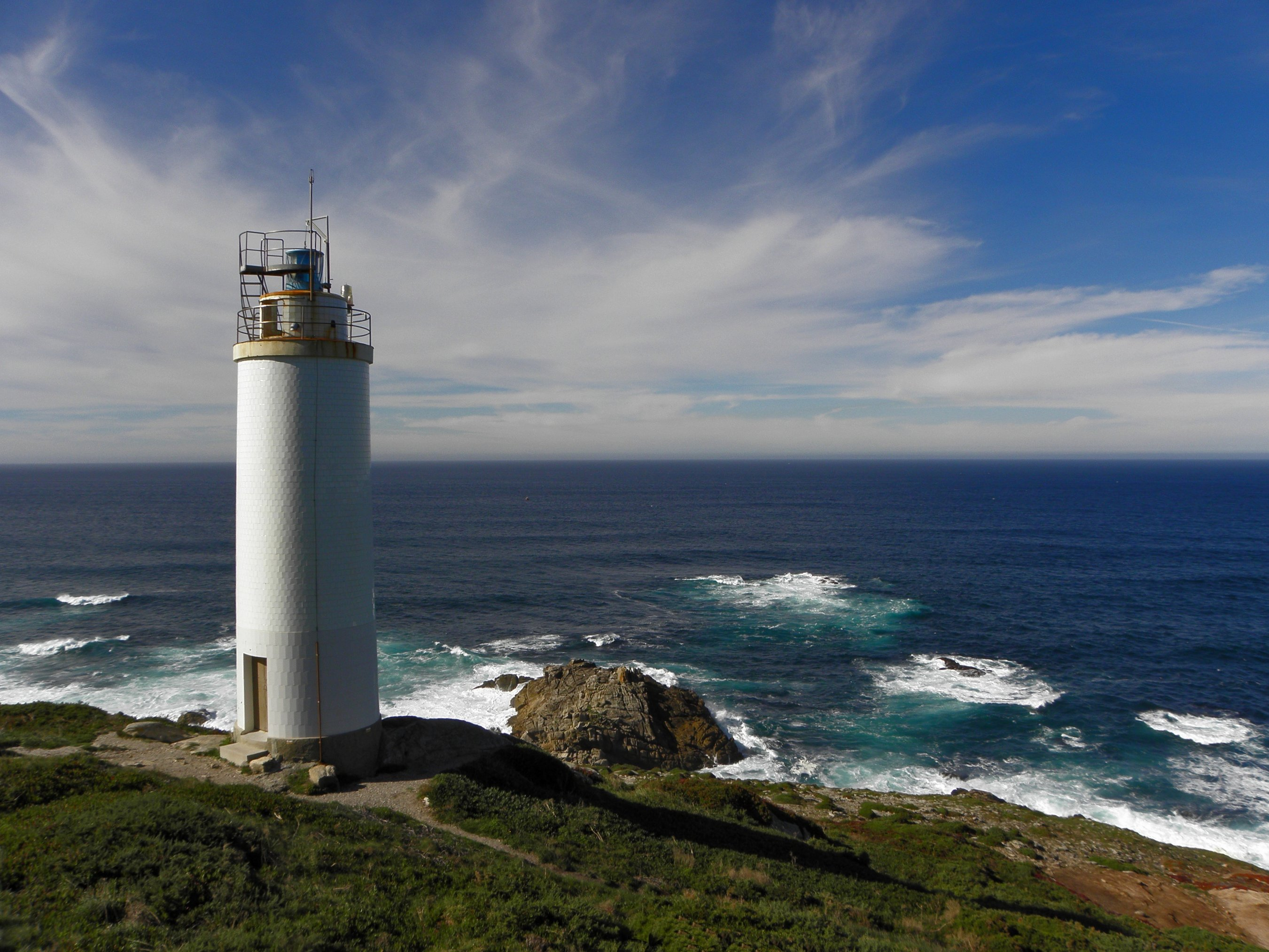
Maják
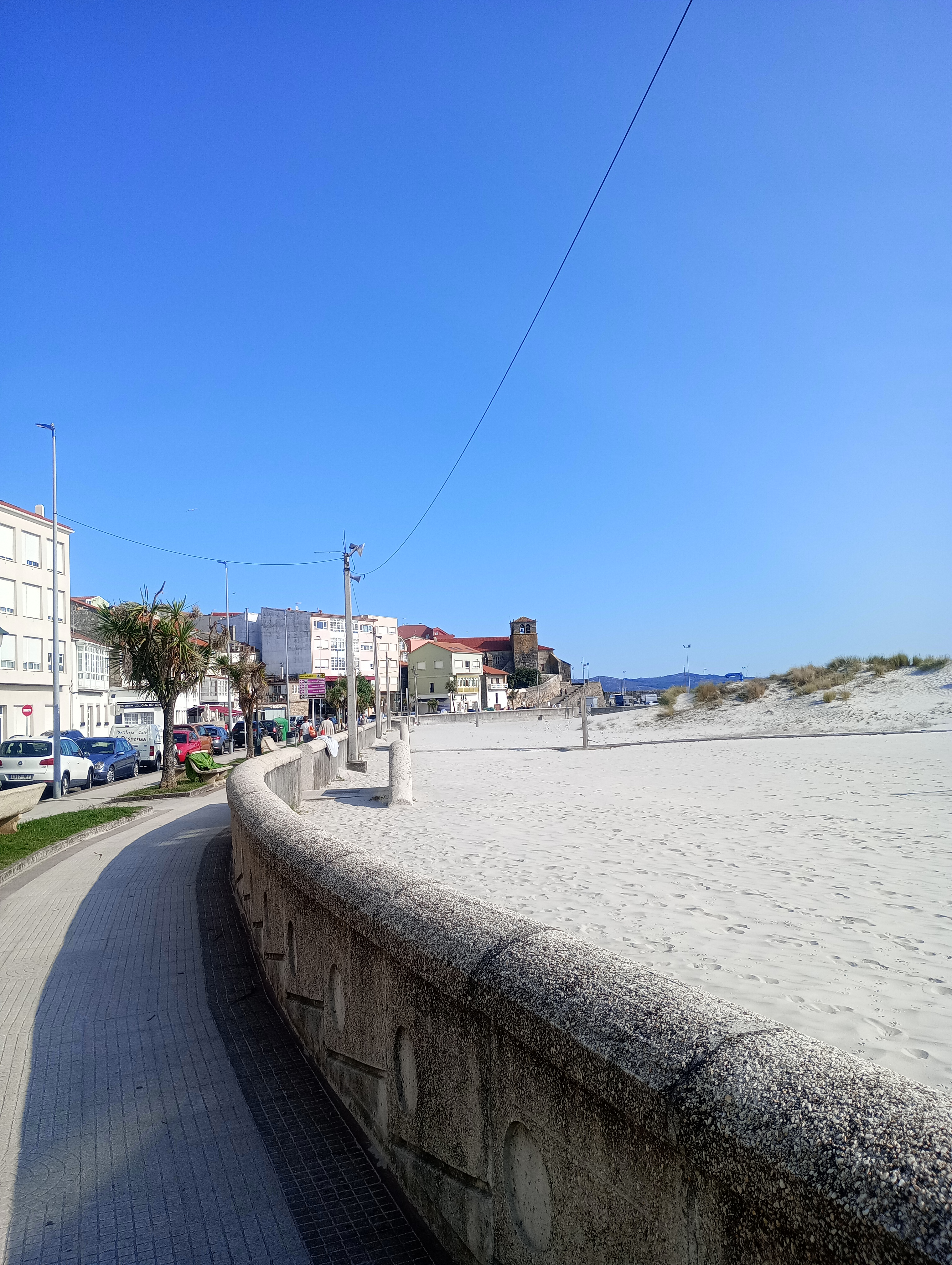
Pláž
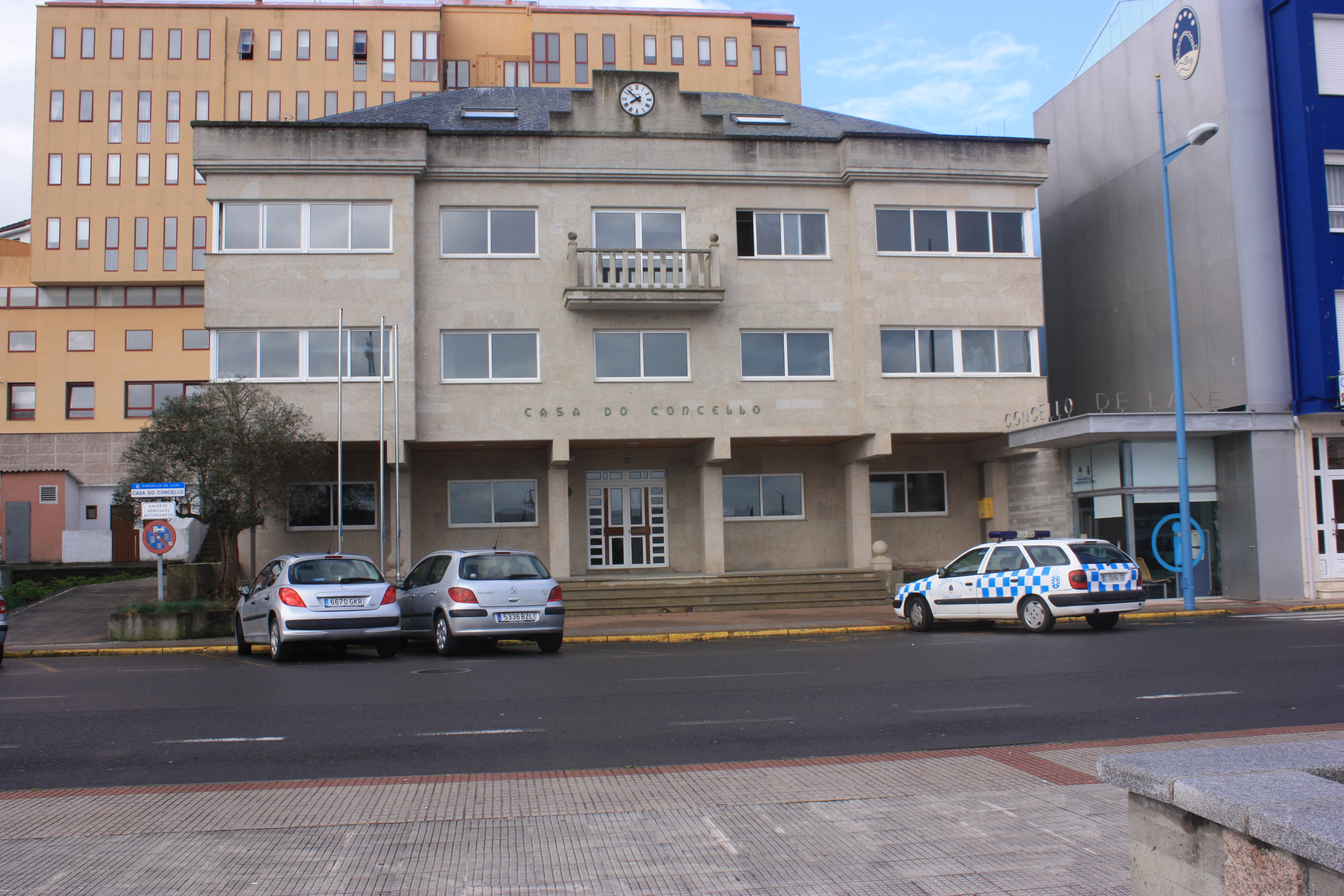
Radnice